# 881
El 881 (DCCCLXXXI) fou un any comú iniciat en diumenge.

## Esdeveniments
- Primers versos en llengua d'oïl conservats.
- Els Normands saquegen Lieja i cremen la Catedral de Sant Lambert.

## Naixements
- Conrad I d'Alemanya, rei de Frància Oriental.
- Hug d'Arle, rei d'Itàlia.

## Necrològiques
- Bard de Dublín, monarca del Regne de Dublín.
- David I d'Ibèria, príncep d'Ibèria.
- Gabriel de Kakhètia, príncep de Kakhètia.